# جیمز (کالیفرنیا)
جیمز (به انگلیسی: James) یک منطقهٔ مسکونی در ایالات متحده آمریکا است که در شهرستان بیوت، کالیفرنیا واقع شده‌است. جیمز ۲۷۳ متر بالاتر از سطح دریا واقع شده‌است.